# Volkspark Oberaue

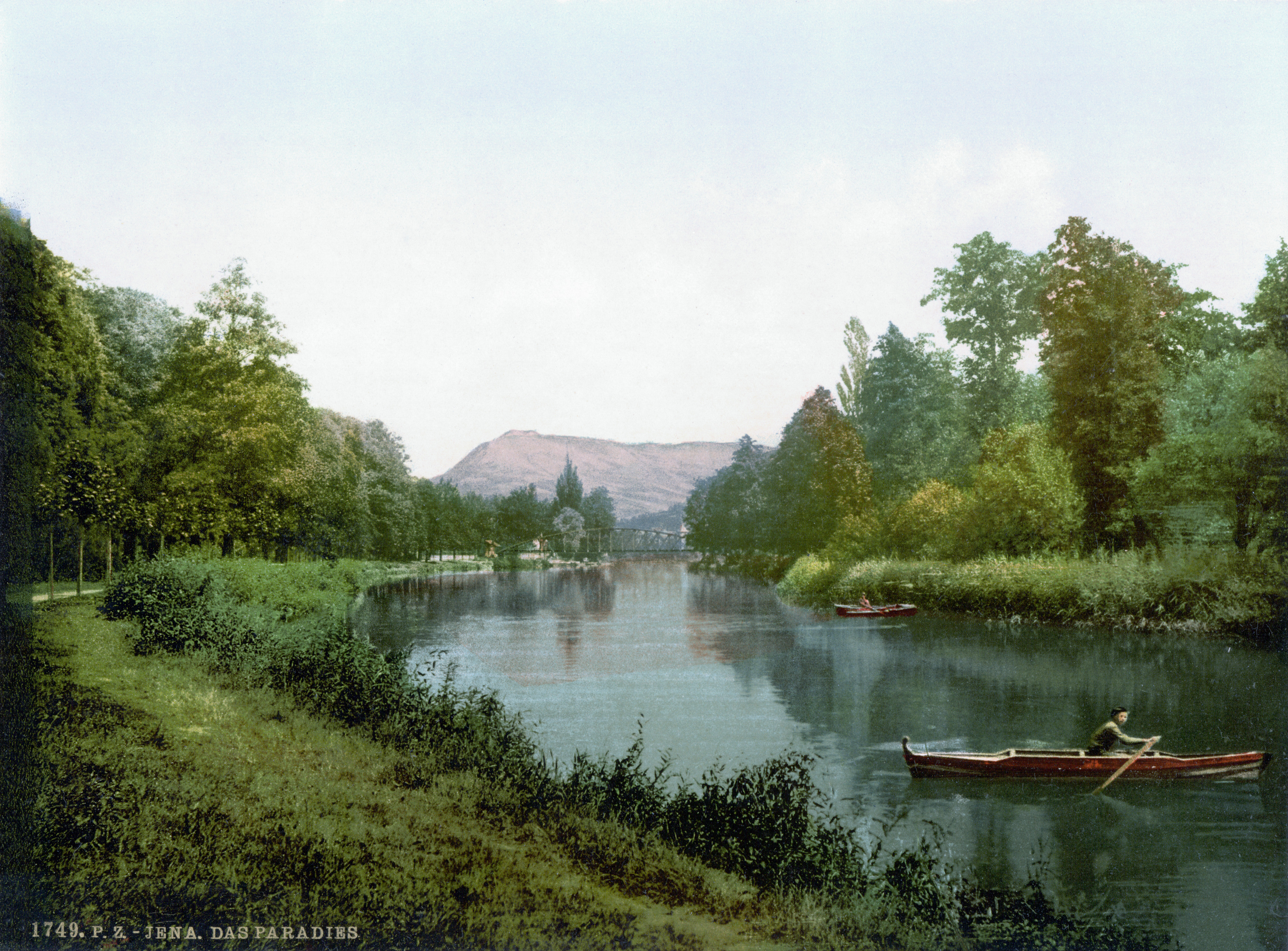
Jena Paradies um 1900

Der Volkspark Oberaue in Jena ist der einzige Thüringer Park mit der Bezeichnung Volkspark. Der Park besteht aus den drei aneinanderliegenden Gebieten Rasenmühleninsel, Paradies und Oberaue. Seit 2002 ist er als Kulturdenkmal eingestuft.

## Geschichte

### Von den Anfängen bis zum Zweiten Weltkrieg
Die Jenaer Oberaue – der flussaufwärts von Jena gelegene Teil der Saaleaue – war über Jahrhunderte fruchtbares Wiesen- und Ackerland, das von der Saale durch regelmäßige Überschwemmungen mit Nährstoffen versorgt wurde. Der stadtnächste Teil wurde bereits seit dem Mittelalter Paradies genannt. Es ist urkundlich verbrieft, dass zu Zeiten des Fürstentums Sachsen-Jena mehrere Bäume zusätzlich im Paradies angepflanzt wurden.
Aus dem Paradies und den östlich der Saale gelegenen Wöllnitzer Wiesen entstand der spätere Volkspark Oberaue.
Zunächst begann 1893 die Anlage von Sportplätzen in den Wöllnitzer Wiesen. Um 1910 gab es bereits umfangreiche Sportanlagen, die verschiedenen Sportvereinen (USV, VfB, 1. SV) gehörten. Als letzte und größte Anlage der Anfangszeit entstand ab 1922 das Ernst-Abbe-Sportfeld. Verdienste um die Einrichtung des Volksparks erwarb sich der Jenaer Mediziner und Ehrenbürger Moritz Seidel (1836–1912), der in seinem Testament sein Vermögen der Stadt Jena mit der Verpflichtung vermachte, „die Einkünfte zur Anlegung eines Volksparks und Spielflächen für Sportspiele zur Nutzung für alle Teile der Bevölkerung der Stadt zu verwenden“. An ihn erinnern die Seidelstraße und der „Seidelparkplatz“; am Anfang des 20. Jahrhunderts nannte man die nördliche Oberaue Seidelpark.

### Vom Zweiten Weltkrieg bis zum Ende der DDR
Teile der Oberaue wurden nach dem Zweiten Weltkrieg zum Gemüseanbau genutzt, um die Versorgung in Jena zu verbessern. Ein Gutachten der Jenaer Universität von 1949 forderte jedoch die Nutzung der gesamten Oberaue als Freizeit- und Erholungsgebiet und den allmählichen Abbau anderer Nutzungsarten. In den 1950er Jahren wurde dann der Volkspark durch freiwillige oder angeordnete Arbeitseinsätze Jenaer Schüler und Studenten im Rahmen des Nationalen Aufbauwerks (NAW) angelegt, wofür die Stadtverwaltung Material, Fahrzeuge und Gerätschaften stellte. Schutt der im Zweiten Weltkrieg zerstörten Innenstadt wurde zur Anhebung des Geländeniveaus verwendet. Nahe dem 1937 erbauten Paradies-Café entstanden eine offene Bühnenhalle für Freiluftkonzerte und ein Bootsverleih, östlich der Saale der Tierbrunnen (anfangs „Märchenbrunnen“) und der „Froschkönigin-Brunnen“ sowie ein Heimattierpark in Verlängerung der Straße Jenertal. Die Flächen südlich des Ernst-Abbe-Sportfeldes wurden dagegen bis in die 1970er Jahre landwirtschaftlich genutzt.

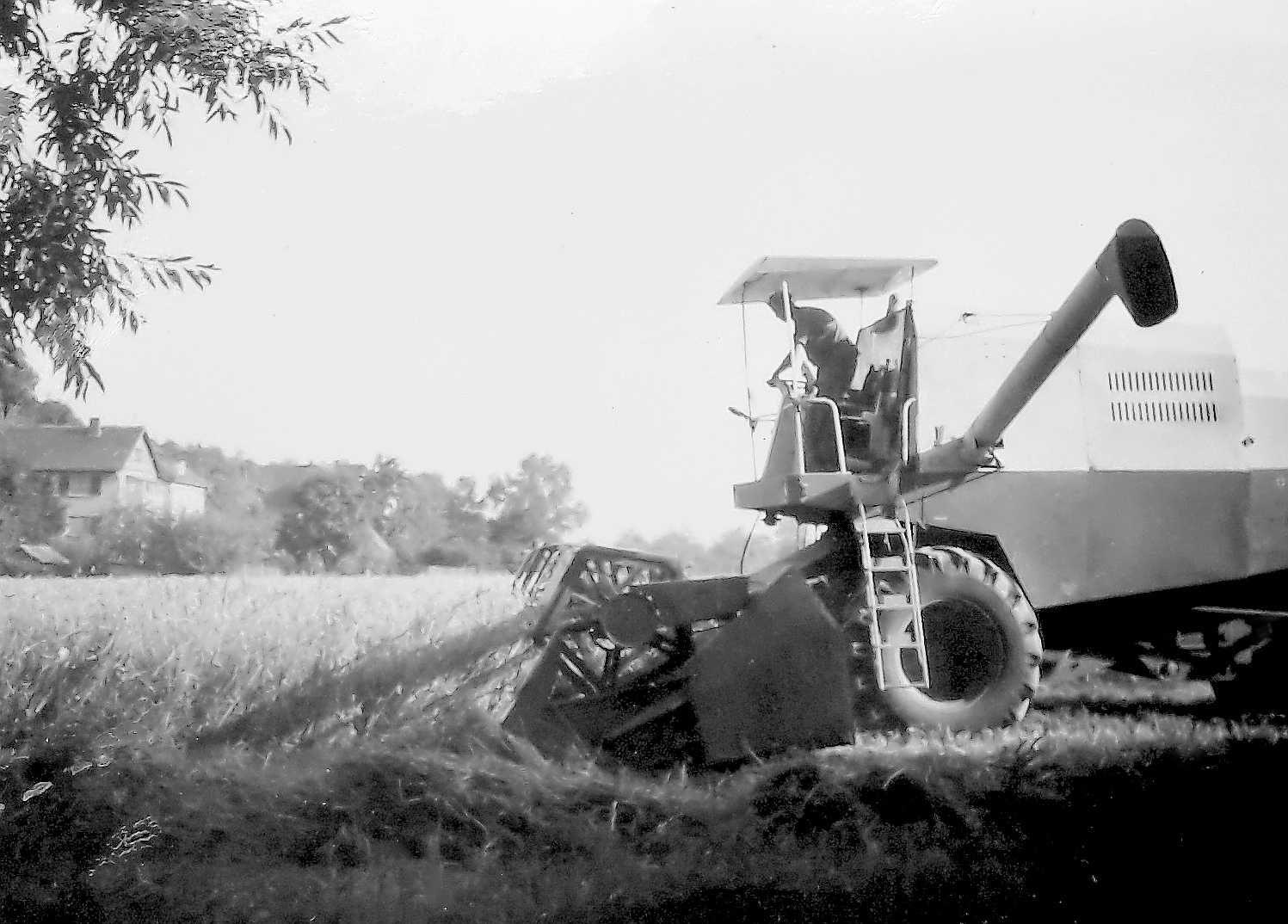
Getreideernte in der Jenaer Oberaue nahe Neuwöllnitz um 1970

Der staatlich verordnete Entwicklungsschub für Jena in den 1960er und 1970er Jahren brachte dem bisher abseits von Hauptverkehrsadern gelegenen Volkspark Flächenverluste, Umweltbelastungen und Umnutzungen einiger Teile. So schnitt die 1968 eröffnete Stadtrodaer Straße den östlichen Bereich bis zur Wöllnitzer Straße ab. Verkehrslärm und Autoabgase minderten fortan den Erholungswert des Gebiets östlich der Saale; als unmittelbare Folge musste der Tierpark aufgegeben werden. Die Kinder- und Jugendsportschule mit Trainingshalle entstand auf dem Gebiet der Kleingartensparte „Seidelpark“, die auf eine Fläche westlich der Siedlung Neuwöllnitz umziehen musste. Für die neuen Trainingsflächen des SC Motor Jena südöstlich und östlich des Schleichersees wurden die letzten landwirtschaftlichen Nutzungen im Gebiet aufgegeben.

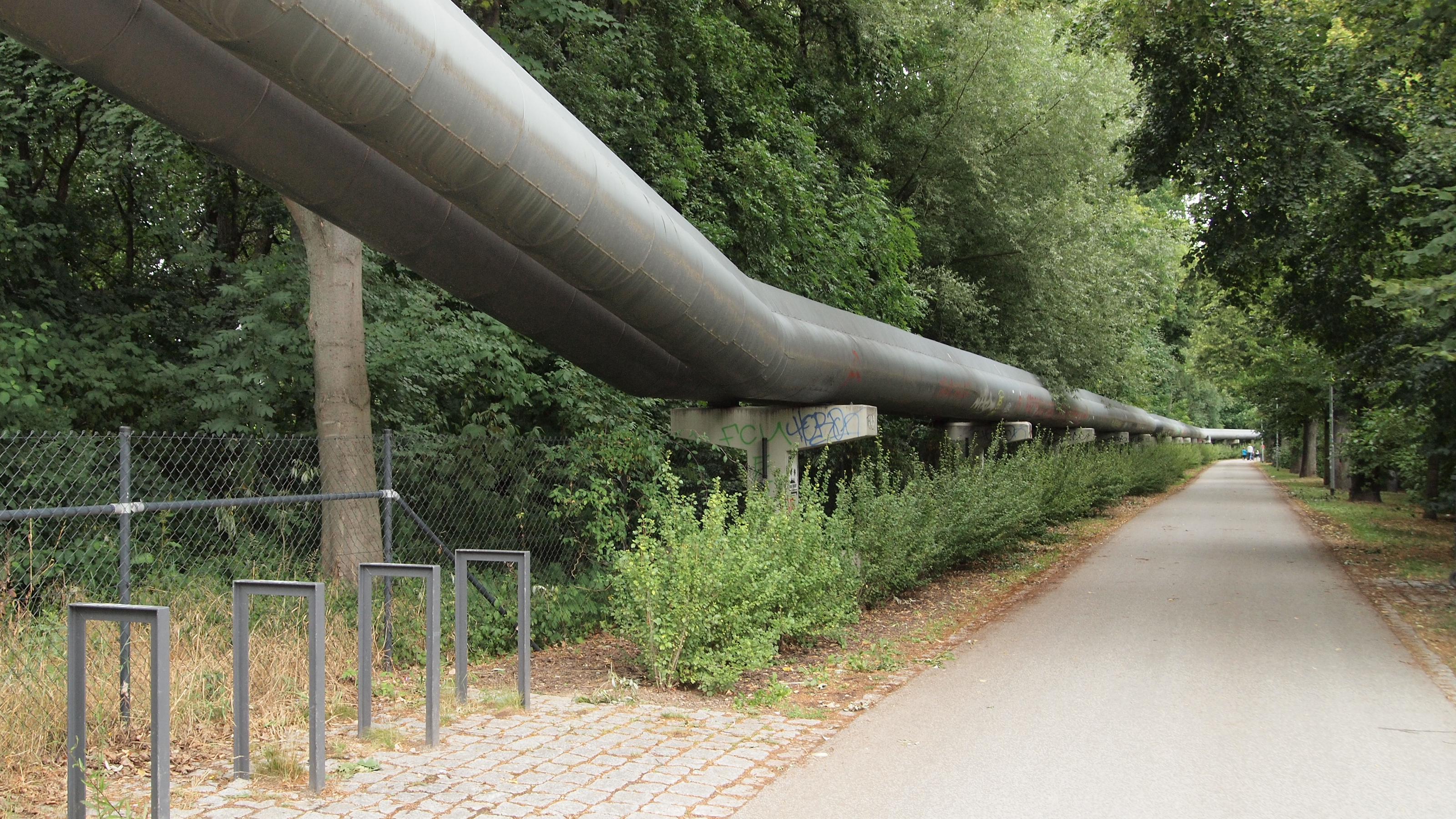
Fernheizleitung von Winzerla zum Stadtzentrum an der Rasenmühleninsel, 2018

 Das Paradies war um 1970 jahrelang weitgehend zerstört, da die Großbaustelle des Abwasser-Hauptsammlers vom Burgauer Weg zur Paradiesbrücke durch das Gelände wanderte; auf der Rasenmühleninsel befand sich dafür ein Betonwerk mit großen Lagerflächen für die Zuschlagstoffe. Die dort etwa zeitgleich errichtete oberirdische Fernwärmeleitung blieb jahrzehntelang ein Fremdkörper in der Landschaft. Für den Bau des Hauptsammlers und der darüber errichteten Heizleitung wurde der Mühlgraben der Rasenmühle verfüllt.
Die geschädigten Bereiche wurden nur sparsam oder gar nicht, wie
der Festplatz beim Paradies-Café, wieder hergestellt. Jedoch entstanden in den 1970er Jahren im Rahmen eines Rekonstruktionsprojektes für den Kulturpark Rasenmühleninsel das Glashaus, eine Kegelbahn und eine Minigolf-Anlage. Auch wurden die beiden Saalebrücken östlich der Rasenmühleninsel (der Sportplatzsteg von 1928 und eine hölzerne Behelfsbrücke aus den 1960er Jahren) durch eine moderne Betonbrücke ersetzt, die baufällige Südbadbrücke (eine Holzbrücke zwischen dem Burgauer Weg und dem Südbad-Kassenhaus) jedoch ohne Ersatz abgerissen. Als neue Nutzung kamen in dieser Zeit Zirkus-Vorstellungen auf der Wiese südöstlich des Tierbrunnens hinzu, nachdem der Gries in Jena-Ost wegen seiner Umnutzung zu einem Betriebsgelände nicht mehr zur Verfügung stand. Für die An- und Abfahrt der in der DDR üblichen Großzirkusse wurde der Weg zwischen Ernst-Abbe-Sportfeld und Tierbrunnen eigens asphaltiert. 1988 wurde mit dem Weiterbau dieses Weges in Richtung Wöllnitz begonnen, um eine autofreie Fahrradverbindung zwischen der Innenstadt und Lobeda zu schaffen; 1990 war diese durchgehend befahrbar. Im Übrigen war der Volkspark in den 1980er Jahren abgewirtschaftet und nur noch wenig genutzt; auf den Wiesenflächen östlich der Saale wurde mit Großmaschinen Heu gewonnen.

### Vom Ende der DDR bis heute
Ab 1990 belebte sich der Volkspark dank stark gestiegener Studentenzahl in Jena und der Zulassung des Radfahrens im Paradies schnell wieder; bis dahin wurde das dort bestehende Radfahrverbot von fast ständig anwesenden Hilfspolizisten durchgesetzt.
Jedoch gab es auch mehrere stark umstrittene Anläufe zur Verkleinerung oder teilweisen Aufgabe des Parks. So sollten die noch freien Flächen östlich der Saale als Bauland ausgewiesen werden, da sie seit dem Bau der Saaletalsperren als hochwasserfrei galten. Im April 1994 und seitdem noch mehrmals wurden sie jedoch fast komplett überschwemmt. Die weitgehend umweltverträglich geplante Straßenbahn am Ostrand der Oberaue wurde von Umweltverbänden kategorisch abgelehnt; als Ausgleich wurde der Auwaldrest „In der Grunzke“ östlich des Ernst-Abbe-Sportfeldes 1995 unter Schutz gestellt. Um 2000 erfolgten Prüfungen, ob der Bau zweier Autostraßen durch das Gebiet (vom Burgauer Weg durch das Paradies zur Paradiesbrücke und vom Puschkinplatz zum Jenertal) die Knebel- und Kahlaische Straße entlasten kann; schlechte Umweltbilanz und hoher Aufwand hätten jedoch in keinem Verhältnis zum Nutzen dieser Vorhaben gestanden. Unmittelbar darauf wurde der Park unter Schutz gestellt.
Im Jahr 2008 erarbeitete die Stadtverwaltung ein umfangreiches Konzept zur Aufwertung des Volksparks und bewarb sich damit für die Ausrichtung der Thüringer Landesgartenschau 2013, wurde aber nicht berücksichtigt. Die im Konzept geplanten Maßnahmen werden über einen längeren Zeitraum dennoch umgesetzt.

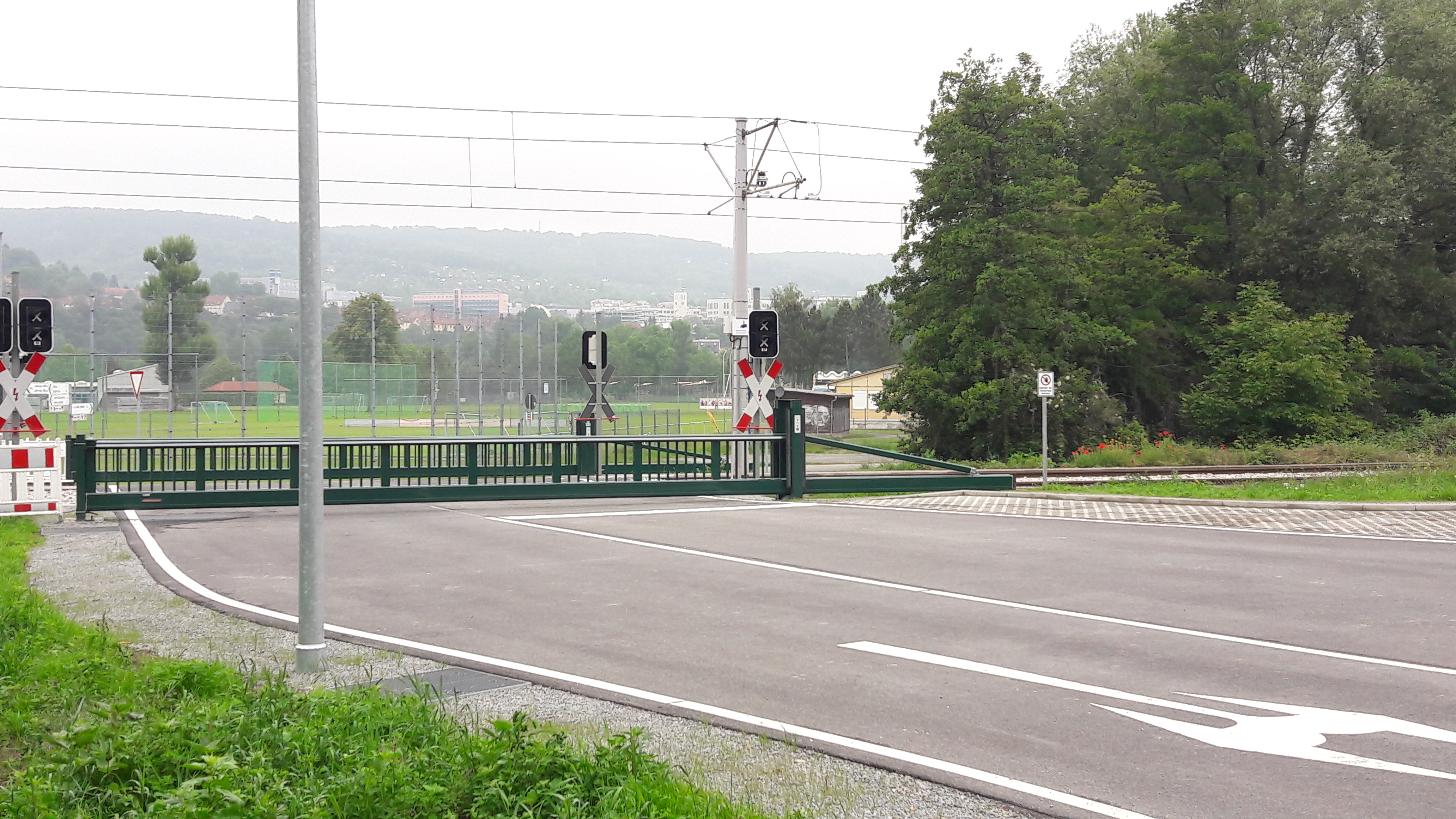
Neue Südzufahrt zur Oberaue, Juni 2020

Im Jahre 2020 entstand eine neue Zufahrt von der Stadtrodaer Straße zu den Sportanlagen im Südteil des Volksparks, wie sie im Sicherheitskonzept für das umzubauende Ernst-Abbe-Sportfeld gefordert wird. Sie soll jedoch nur bei Risikospielen geöffnet werden, während sie sonst durch stabile Barrieren versperrt ist.

## Die Gesamtanlage

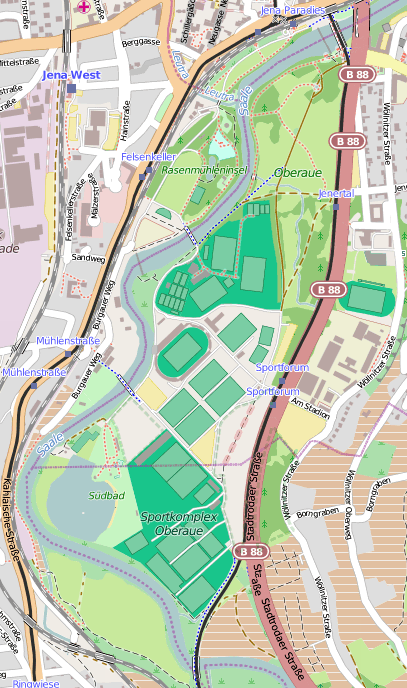
Links der Saale: Paradiesbahnhof, Paradies, Rasenmühleninsel
Zwischen Saale und B88: Oberaue, Uni-Sportzentrum, Ernst-Abbe-Sportfeld, Schleichersee, Sportkomplex Oberaue, Sachsensümpfe
Rechts der B88: Institut für Sportwissenschaften, Gutsmuths-Sportgymnasium, Sachsensümpfe

Von Süden nach Norden durchfließt die angestaute Saale den Volkspark. Es gibt zwei Staustufen, das Rasenmühlenwehr etwas südlich der Gesamtschule UniverSaale und das Paradieswehr zwischen Paradies-Bahnhof und Straßenbahnbrücke. An beiden befinden sich Wasserkraftanlagen, die Anlage am Paradieswehr wurde im Frühjahr 2000 in Betrieb genommen.
Die Saale teilt den Volkspark in den kleineren westlichen Teil, in dem sich der Paradies-Bahnhof, das Paradies und die Rasenmühleninsel befinden und den größeren östlichen Teil mit dem eigentlichen Volkspark Oberaue, den Sportstätten und dem Schleichersee.
Übergänge über die trennende Saale sind an vier Stellen möglich: ganz im Norden durch die Straßenbahnbrücke und die Paradiesbrücke, am südlichen Ende der Festwiese durch den Sportplatzsteg und südlich des Ernst-Abbe-Sportfeldes durch die 2012 gebaute Lichtenhainer Saalebrücke.

### Der Volkspark Oberaue

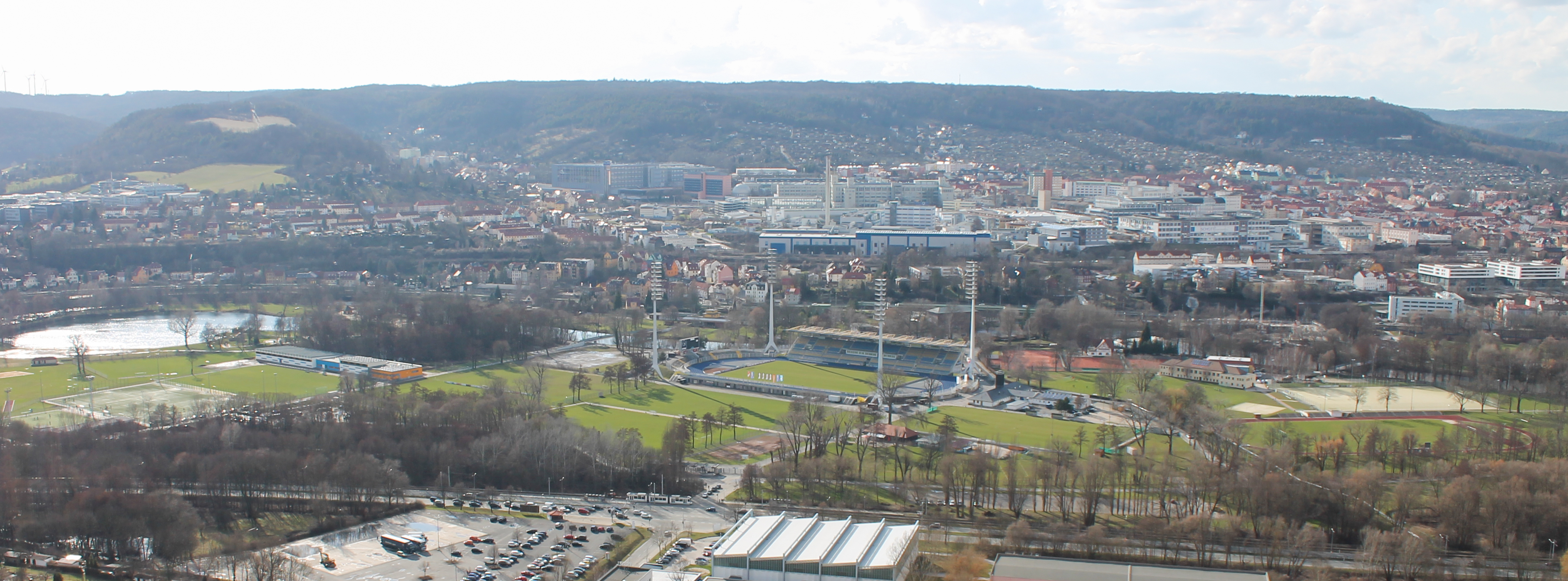
Sportanlagen in der Oberaue im Frühjahr 2013. Bildmitte von rechts nach links: Universitätssportzentrum, Ernst-Abbe-Sportfeld mit alter Flutlichtanlage (noch 2013 abgebrochen), Sportkomplex Oberaue (nach 1970 für den SC Motor Jena errichtete Anlagen).

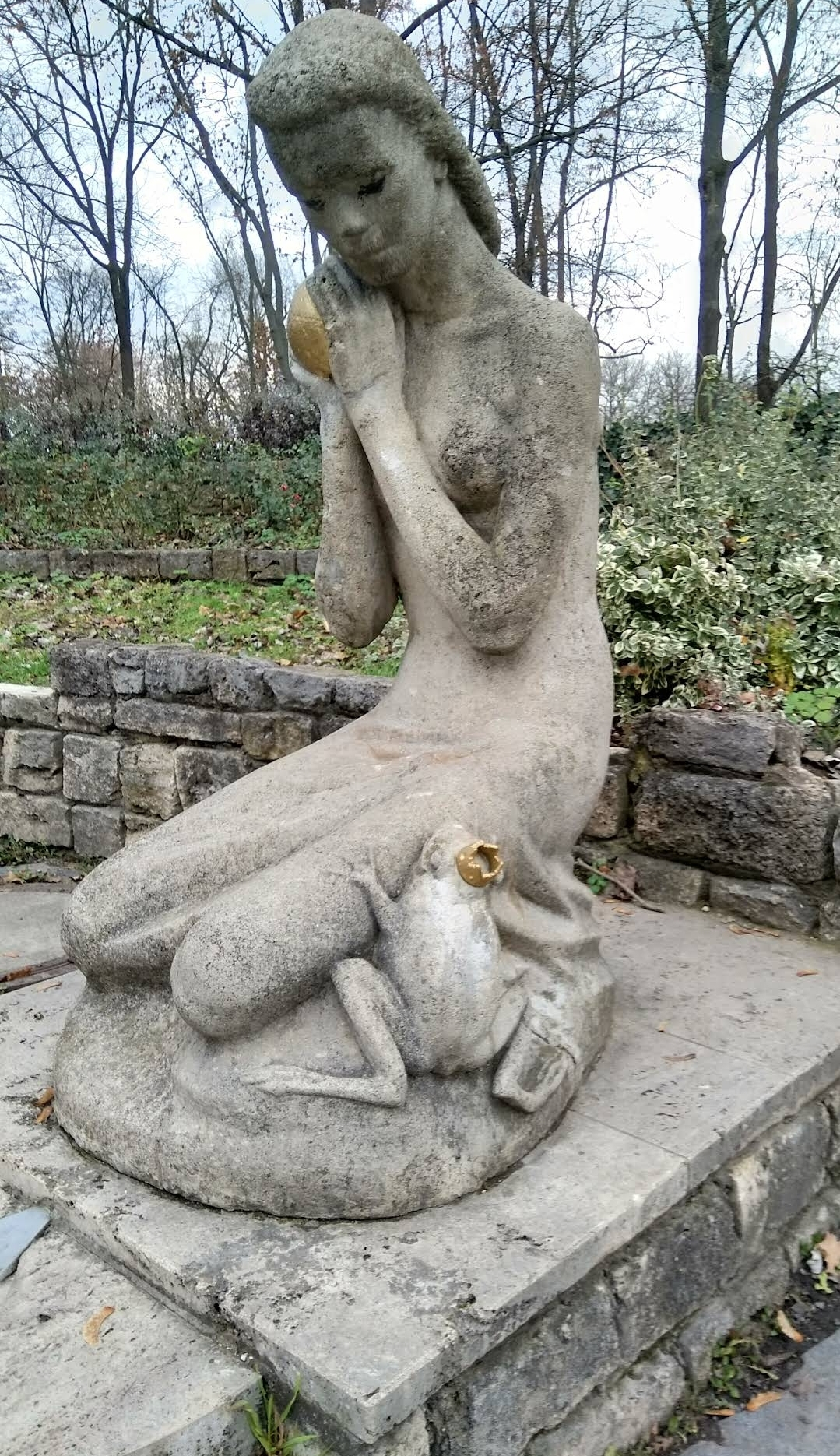
Froschkönig in der Oberaue

Der Park wird im Osten von der Stadtrodaer Straße (Schnellstraße zwischen Stadtzentrum und Autobahn und den Stadtteilen Lobeda, Neulobeda und Burgau) begrenzt. Östlich dieser Straße stehen Gebäude des Instituts für Sportwissenschaften der FSU Jena und des Gutsmuths-Sportgymnasiums Jena (Schule, Internat, Sporthalle) sowie ein Tagungshotel.
Im Zentrum und Süden des Parks existieren zahlreiche Sportanlagen, insbesondere das Ernst-Abbe-Sportfeld, das Sportzentrum Oberaue und der Schleichersee, ein als Freibad angelegter künstlicher See. Noch weiter südlich schließen sich Kleingärten an.
Oberhalb des Rasenmühlenwehrs auf beiden Seiten der Saale haben mehrere Wassersportvereine ihr Domizil. An den Wehren befinden sich Kanu-Anlegestellen und Umtragemöglichkeiten. Weiterhin verlaufen der Saaleradweg, der Radfernweg Thüringer Städtekette und der Thüringer Mühlenradweg auf gleicher Streckenführung durch die Oberaue. Die Wege durch die Oberaue sind darüber hinaus wichtige Verbindungen für den innerstädtischen Radverkehr zwischen dem Stadtzentrum und den südlichen Jenaer Stadtteilen. Für Laufsportler sind Rundstrecken über 3,4, 5,0 und 8,1 Kilometer markiert; die 8,1-km-Strecke führt um die gesamte Oberaue bis nahe an die Stadtteile Burgau und Lobeda.
Im Nordosten des Parks gibt es einen beliebten Treffpunkt um einen historischen Brunnen mit Tierfiguren (Robbe, Schildkröte, Schnecke, Frosch, Bär und Vogel). Dieser wurde in den 1970er Jahren durch Vandalismus  zerstört und 2005 rekonstruiert. 2013 wurden auch die neuen Tier-Skulpturen teilweise beschädigt und sie wurden bis zum Frühling 2013 erneut repariert. Weiterhin befinden sich der 1957 von Ernst Kleinteich gestaltete Froschkönig-Brunnen und das Denkmal von Curt Unckel in diesem Park.
Im Südwesten des Parks wurde 2012 eine moderne Brücke über die Saale zur Südvorstadt gebaut sowie eine historische Gaststätte mit Biergarten rekonstruiert und wiedereröffnet.
2016 wurde in lokalen Medien gemeldet, dass in unmittelbarer Nachbarschaft zum „Tierbrunnen“ in der Oberaue ein Tierfriedhof entstehen soll. U. a., weil seit den letzten Jahren vermehrt Haustiere – bedingt durch immer höheren Verkehrsaufkommen an der anliegenden Stadtrodaer Straße – überfahren wurden, sollte dort eine kommunal betriebene, würdige letzte Ruhestätte für Haustiere geschafft werden.
Der Projektleiter erklärte, dass man das Grab individuell gestalten dürfte. Von einer schlichten Pappkiste bis originalgetreuer Skulptur des verstorbenen Tieres seien verschiedene Varianten erlaubt. Ausdrücklich sind individuelle Sprüche am Grab des Tieres erwünscht.
Eine Überschwemmung des Geländes in einer Hochwasserlage soll vermieden werden. Allerdings ist noch ein hydrologisches Gutachten abzuwarten.

### Das Paradies

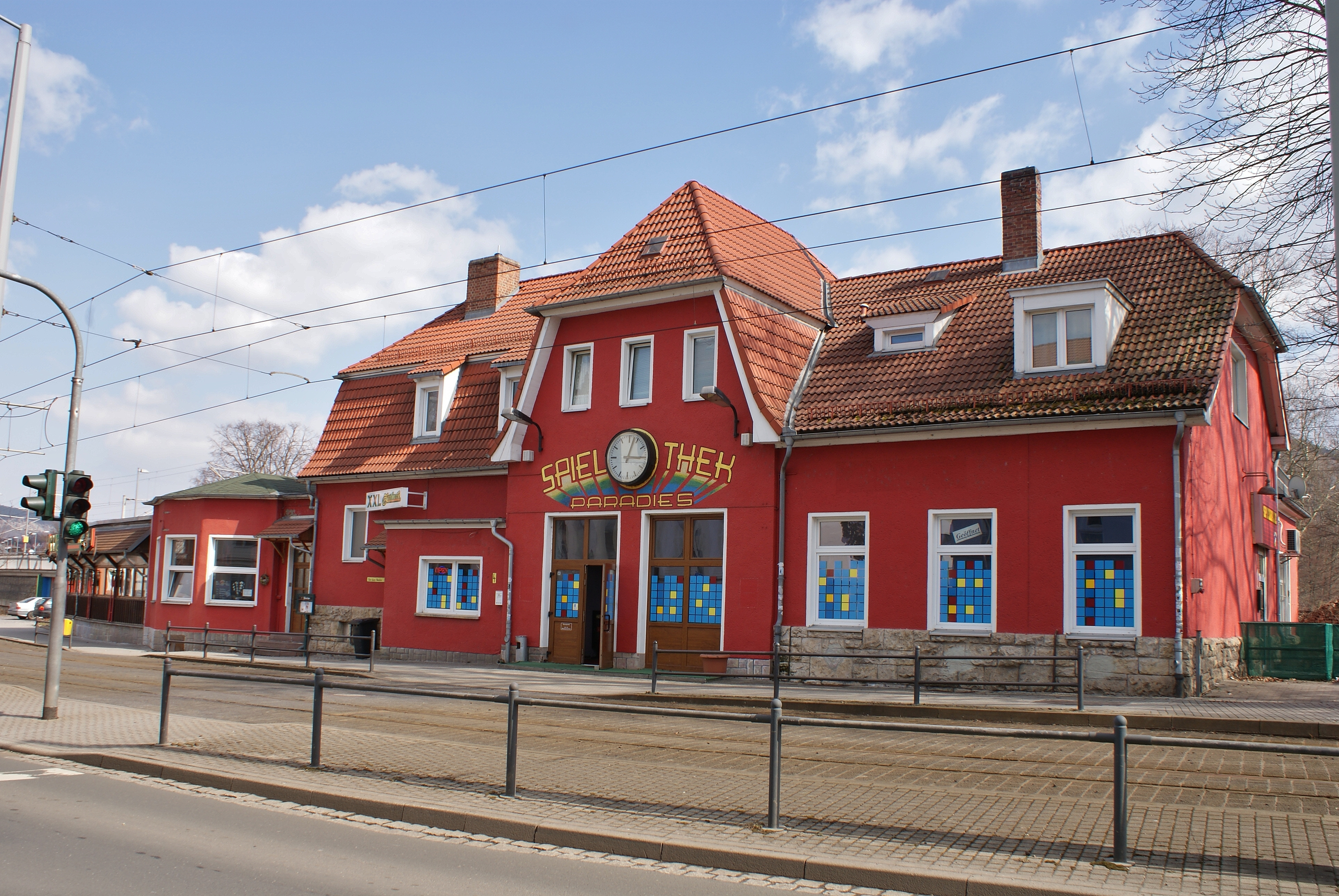
Ehemaliges Bahnhofsgebäude

Das eigentliche Paradies stellt den kleinsten Teil der gesamten Anlage dar. Wesentlicher Bestandteil ist eine langgestreckte Wiese, auf der sich seit April 2012 die drei Marmorskulpturen Atropos, Klotho und Lachesis befinden.
Im Westen und Norden begrenzen Bahngleise den Park. Im Südwesten steht das ehemalige Bahnhofsgebäude, das bis 2005 als Bahnhof genutzt wurde und seither eine Spielothek und eine Gaststätte enthält. Im Norden befindet sich der neue zentrale Bahnhof Jena Paradies, der mit moderner Architektur städtebaulich das Stadtzentrum mit dem Volkspark verbindet. Vom Bahnhof kommt man über eine der beiden Brücken über die Saale zum Tierbrunnen oder zur Stadtrodaer Straße. Im Westen säumen große Bäume die Saale. Ein 2010 errichteter Balkon ermöglicht einen ungestörten Blick auf die sonst etwas versteckte Saale. Im Süden bildet der Zufluss der Leutra die Grenze zur Rasenmühleninsel, wo sich eine kleine Strandbar befindet.

### Die Rasenmühleninsel

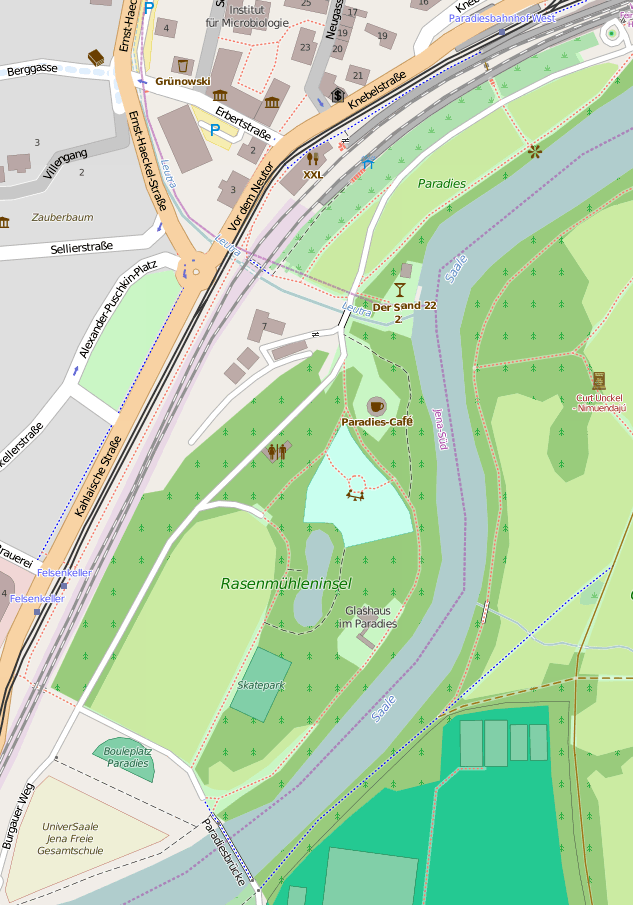
Die Rasenmühleninsel zwischen dem Paradies im Norden und der Oberaue im Osten

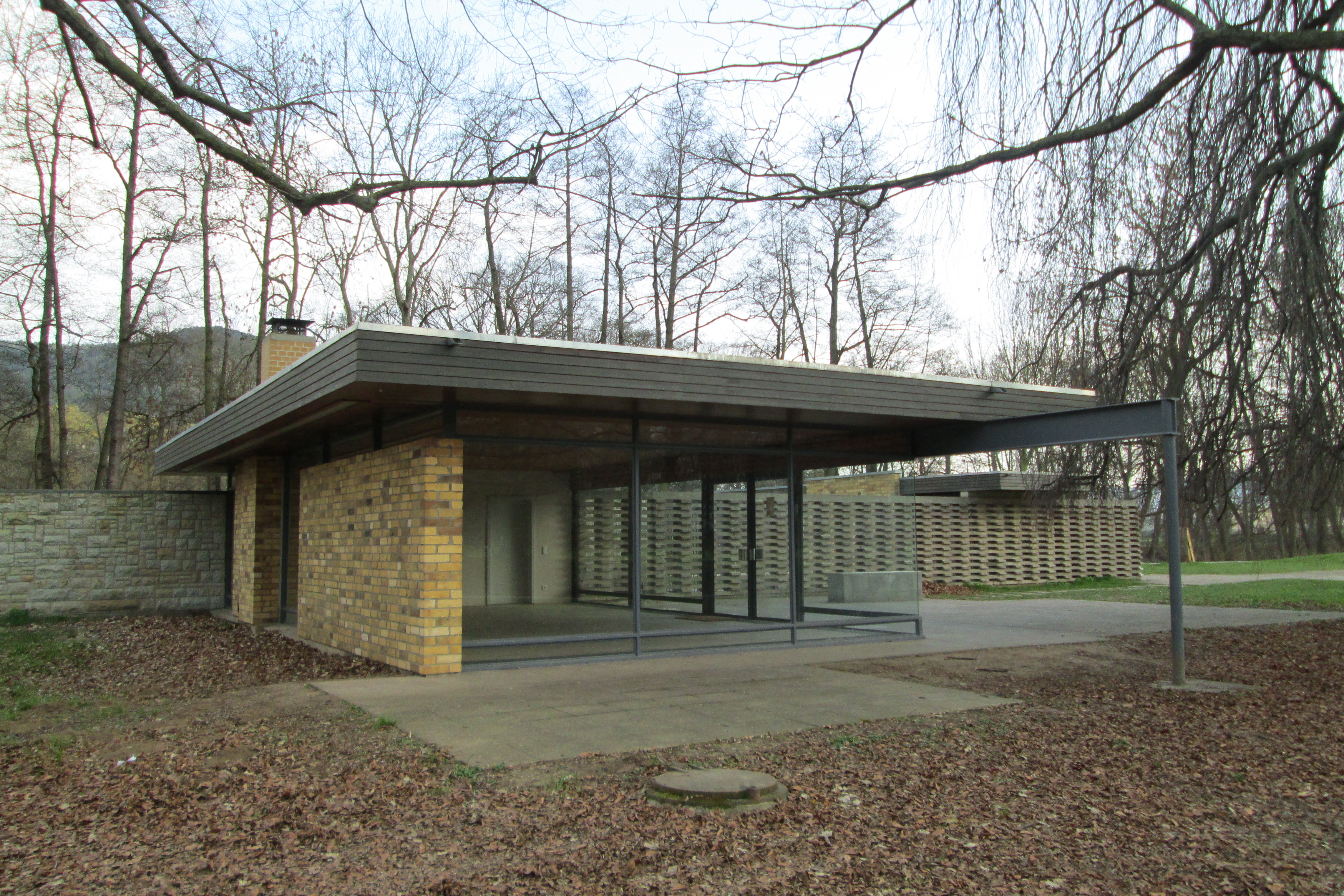
Das denkmalgeschützte Glashaus auf der Rasenmühleninsel

Im westlichen Teil des Parkes, neben den Bahngleisen und dem ehemaligen Bahnhofsgebäude, befindet sich die Rasenmühleninsel mit einer rechteckigen, etwa 300 m mal 100 m großen Festwiese. Der Name Rasenmühleninsel stammt aus der Zeit der Rasenmühle.
Deren Mühlgraben, der vom Rasenmühlenwehr bis zur Einmündung der Leutra verlief, schnitt diesen Bereich vom Umland vollständig durch Wasser ab. Der Rasenmühlgraben verlief im Bereich der heutigen Heiztrasse und schwenkte kurz vor dem Zufluss der Leutra wieder in die Saale.
Der Mittelpunkt der Rasenmühleninsel ist die Festwiese. Um diese herum befinden sich Sport-, Kultur- und Bildungseinrichtungen, die seit 2010 renoviert wurden bzw. neu entstanden sind:
- Das Paradies-Café wurde saniert und neu eröffnet (2014–2015).
- Ein großer Kinderspielplatz wurde vollständig erneuert (2014).
- Die Minigolfanlage wurde durch eine Slackline-Anlage ersetzt (2014).
- Die denkmalgeschützte Kegelbahn wurde mit Sitzgelegenheiten und Tischen überbaut und die Überdachung saniert.
- Der versumpfte Seerosenteich wurde 2013 ausgebaggert.
- Das seit 2002 unter Denkmalschutz stehende Glashaus im Paradies (geplant 1974, gebaut 1978) wurde saniert (ab 2010).
- Der Skatepark wurde neu errichtet (2012).
- Eine Toilettenanlage wurde errichtet (2012).
- Die durch Brand zerstörten Gebäude des Stadtbaubetriebes wurden 2012 beräumt. An gleicher Stelle entstand 2013 die Freie Gesamtschule UniverSaale sowie ein kleines Hotel. Ein ehemaliger wilder Parkplatz direkt an der Festwiese wurde als Boule-Platz umgestaltet und durch Parkmöglichkeiten vor der Schule ersetzt.

Die große Wiese wurde früher für Großveranstaltungen (Zeiss-Fest, Jahrmärkte, Konzerte) genutzt, nach der Wende fanden Freiluftkonzerte mit Auftritten der deutschen Musiker Udo Lindenberg (5. September 1990), Peter Maffay (20. Mai 1992) und der irischen Folkloregruppe Kelly Family (28. Mai 1995) statt. Seit den 1990er Jahren wird das Gelände bei sommerlicher Witterung vor allem von Studenten als Liegewiese, Grillplatz, Treffpunkt oder für Freizeitsport genutzt. Größere öffentliche Veranstaltungen finden dort nur noch selten statt.

### Naturschutzgebiet Sachsensümpfe
Im südlichen Teil des Parks, zwischen den Teufelslöchern und dem Schleichersee, befindet sich das kleine Landschaftsschutzgebiet Sachsensümpfe mit auwaldähnlichen Gehölzen und Feuchtbiotopen. Anfang der 1970er Jahre wurde das Gebiet durch die Schnellstraße geteilt, Sportanlagen haben es weiter verkleinert, so dass es mittlerweile aus drei isolierten Teilgebieten besteht. Derzeit wird es von einem Anglerverein genutzt.

## Kulturelle Veranstaltungen

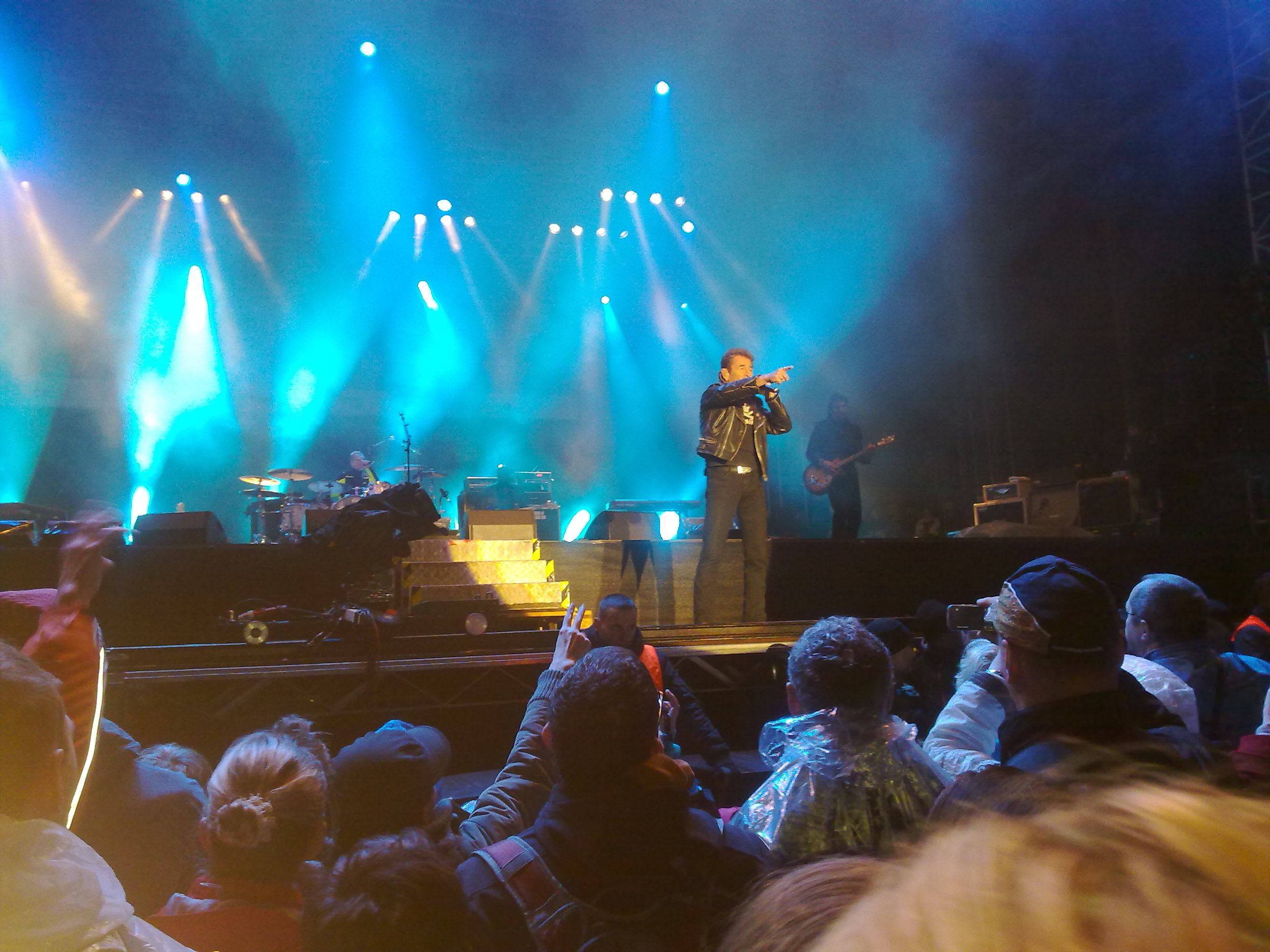
Peter Maffay am 2. Dezember 2011 bei der „Rock 'n' Roll-Arena“ in der Oberaue

Am 2. Dezember 2011 fand in der Oberaue (entlang der Stadtrodaer Straße hinter dem Tierbrunnen) ein Benefizkonzert mit dem Titel Rock 'n' Roll-Arena Jena – Für die bunte Republik Deutschland als Zeichen des Protests gegen Rechtsextremismus statt, nachdem Jena durch den nationalsozialistischen Untergrund negativ in die Schlagzeilen geraten war. Die Schirmherren, Jenas Oberbürgermeister Albrecht Schröter, Ministerpräsidentin Christine Lieberknecht, der SPD-Vorsitzende Sigmar Gabriel und Jürgen Trittin, Vorsitzender der Bundestagsfraktion Bündnis 90/Die Grünen, konnten etwa 50.000 Besucher begrüßen. Künstler waren Udo Lindenberg, Julia Neigel, Toni Krahl, Clueso, die Band Silly und Peter Maffay.